# Adone Zoli
Adone Zoli (Cesena, 16 de dezembro de 1887 — Roma, 20 de fevereiro de 1960) foi um político italiano. Ocupou o cargo de primeiro-ministro da Itália entre 19 de Maio de 1957 até 1 de Julho de 1958.

## Carreira
Zoli estudou direito na Universidade de Bolonha e depois tornou-se advogado. Em 1919 ingressou no PPI católico de Luigi Sturzo. Ele tinha visões antifascistas lá. Em 1926, o PPI foi proibido. Após a queda de Mussolini em 25 de julho de 1943, Zoli foi membro do Conselho de Libertação em Florença. Foi membro fundador da Democracia Cristiana, fundada em 15 de dezembro de 1943.
Nas eleições parlamentares de 18 de abril de 1948, Zoli foi eleito para o Senado.  De março de 1950 a julho de 1951 Zoli foi um dos cinco vice-presidentes do Senado, ministro da Justiça de 26 de julho de 1951 a 7 de julho de 1953 e ministro das Finanças da Itália de 18 de janeiro de 1954 a 10 de fevereiro de 1954. Após a morte de Alcide de Gasperi, Zoli tornou-se presidente da Câmara dos Deputados. De 19 de Fevereiro de 1956 a 1 de Julho de 1958 foi Ministro do Orçamento. Em 19 de maio de 1957 ele também se tornou primeiro-ministro (→ o gabinete Zoli, seu antecessor foi Antonio Segni).
Nas eleições parlamentares realizadas em 25 de maio de 1958, o DC obteve 42,36% dos votos.